# Torfbahn Himmelmoor
| Torfbahn Himmelmoor           | Torfbahn Himmelmoor |
| ----------------------------- | ------------------- |
| Ein Besucherzug im Himmelmoor |                     |
| Streckenlänge:                | 5,81 km             |
| Spurweite:                    | 600 mm (Schmalspur) |
|                               |                     |

Die Torfbahn Himmelmoor ist eine historische Feldbahn in Quickborn (Kreis Pinneberg, Schleswig-Holstein) in 600 mm Spurweite.

## Geschichte
Die Torfbahn Himmelmoor wurde um 1900 zum Transport von Torf vom Abbaugebiet im Himmelmoor bis zum Torfwerk am östlichen Rand des Moores erbaut und wird bis heute betrieben. Die Streckenführung hat sich im Laufe der Jahre immer wieder den Abbaugebieten angepasst. Eine Verbindungsstrecke vom Torfwerk zum Bahnhof Quickborn wurde 1970 stillgelegt. Zum Einsatz kommen kleinere, zum Teil in eigener Werkstatt gebaute Diesellokomotiven und Torfloren.
Seit 2015 werden durch die Arbeitsgemeinschaft Torfbahn Himmelmoor e. V. Torfbahnrundfahrten auf einem etwa fünf Kilometer langen Abschnitt angeboten. Dieser Verein erhält die Torfbahn und die industriellen Anlagen seit dem Abbauende im Jahr  2018.
Auch für Renaturierungsarbeiten werden regelmäßig Züge eingesetzt.
Es ist die erste komplett erhaltene museale Torfbahn in Deutschland. Der gesamte Fuhrpark des Torfwerkes wurde übernommen. Es werden alle Lokomotiven betriebsfähig erhalten.

## Fotos

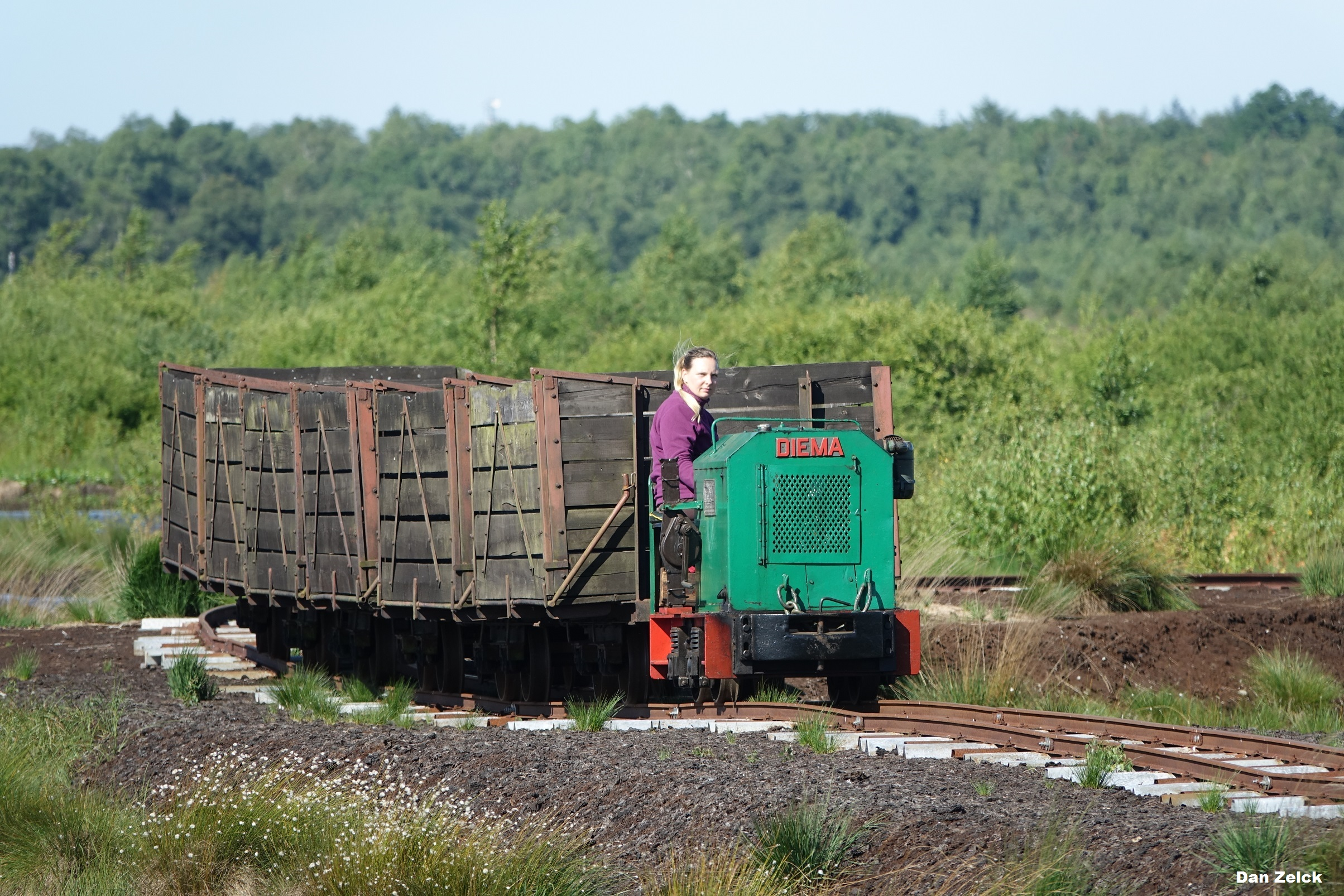
Zu besonderen Anlässen werden historische Schautorfzüge gefahren. Hier ist der Zug auf der Czerwonka-Schleife im nordöstlichen Bereich im Himmelmoor unterwegs.
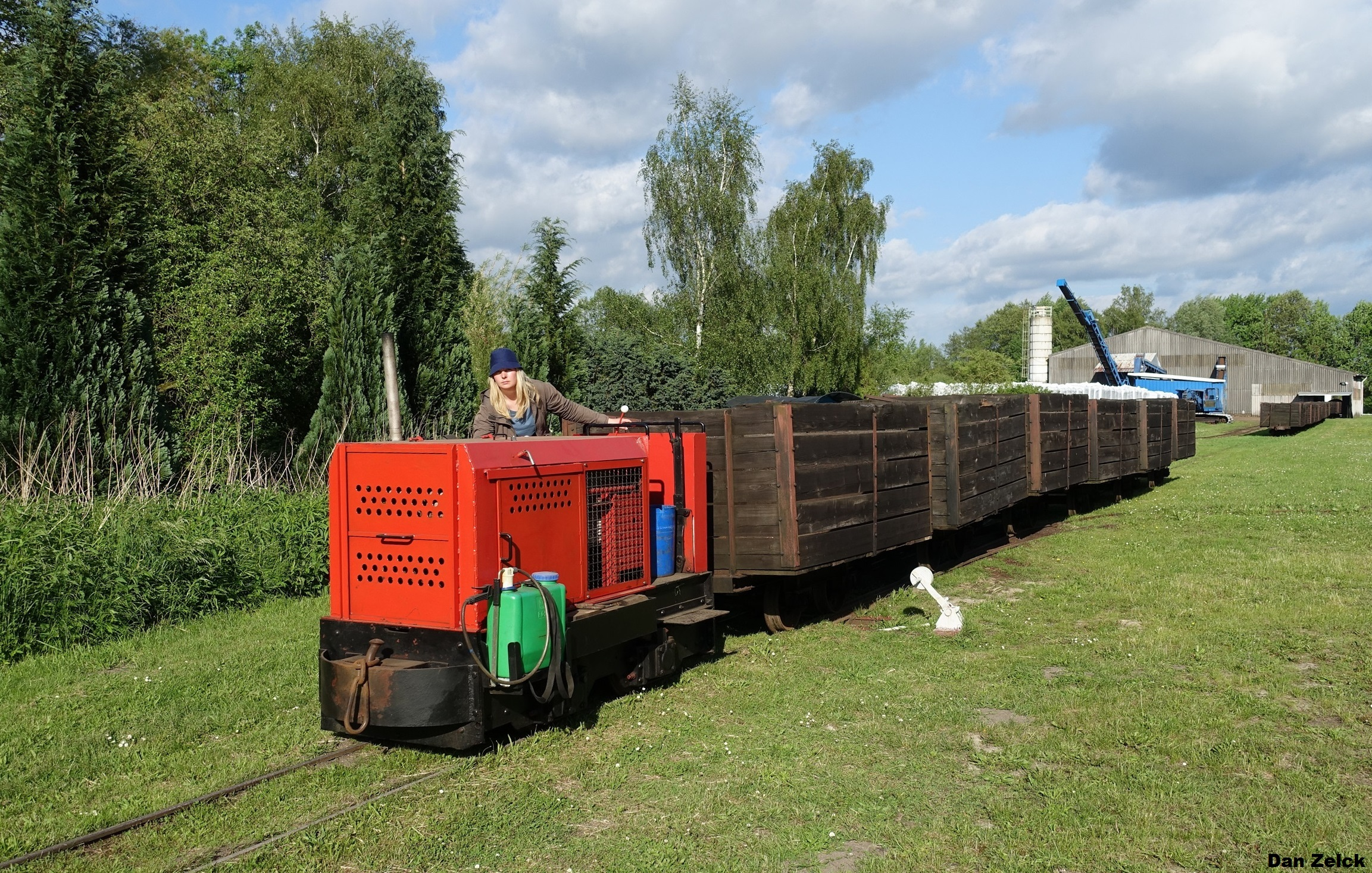
Ein Leerzug verlässt das Gelände vom Torfwerk Richtung Moor.